# Museo Zambaccian
Il Museo Zambaccian un museo d'arte di Bucarest ospitato nell'ex casa di Krikor Zambaccian (1889-1962), uomo d'affari e collezionista d'arte.

## Storia e descrizione
Il museo fu fondato nel quartiere Dorobanți nel 1947, chiuso dal regime di Nicolae Ceaușescu nel 1977 e riaperto nel 1992. Ora è una filiale del Museo nazionale d'arte della Romania. La sua collezione comprende opere di artisti rumeni, tra cui un magistrale ritratto dello stesso Zambaccian realizzato da Corneliu Baba, e opere di diversi impressionisti francesi. Si trova non lontano da Piața Dorobanților, in una strada ora ribattezzata Zambaccian.
All'epoca della fondazione del museo, l'atto di donazione stabiliva che la sede sarebbe stata la casa stessa di Zambaccian. Tuttavia, dopo il terremoto di Bucarest del 1977 (che non causò danni rilevabili all'edificio del museo), il governo rumeno creò il Museo delle collezioni d'arte, accorpando molti dei musei più piccoli della città (e un buon numero di collezioni private espropriate). Al tempo della rivoluzione rumena del 1989, la collezione Zambaccian si trovava ancora presso il Museo delle collezioni d'arte, ma nel 1992 fu restituita alla sua sede storica.
Gli artisti nella collezione includono i rumeni Ion Andreescu, Corneliu Baba, Apcar Baltazar, Henri Catargi, Alexandru Ciucurencu, Horia Damian, Nicolae Dărăscu, Lucian Grigorescu, Nicolae Grigorescu, Iosif Iser, Ștefan Luchian, Samuel Mützner, Alexandru Padina, Theodor Pallady, Gheorghe Petrașcu, Vasile Popescu, Camil Ressu e Nicolae Tonitza, e gli artisti francesi Pierre Bonnard, Paul Cézanne (il museo possiede l'unico Cézanne in Romania), Jean-Baptiste Camille Corot, Eugène Delacroix, André Derain, Raoul Dufy, Pierre-Albert Marquet, Henri Matisse, Camille Pissarro, Pierre-Auguste Renoir e Maurice Utrillo, così come opere di altri due artisti che lavorarono in Francia, lo spagnolo Pablo Picasso e l'inglese Alfred Sisley.
Nel cortile è presente una grande scultura dello scultore rumeno Oscar Han. Altri scultori con opere nella collezione sono Constantin Brâncuși, Cornel Medrea, Miliţa Petraşcu, Dimitrie Paciurea e Frederic Storck. Anche la vecchia casa di Storck, situata nella zona nord di Bucarest, è oggi un museo.

## Galleria d'immagini

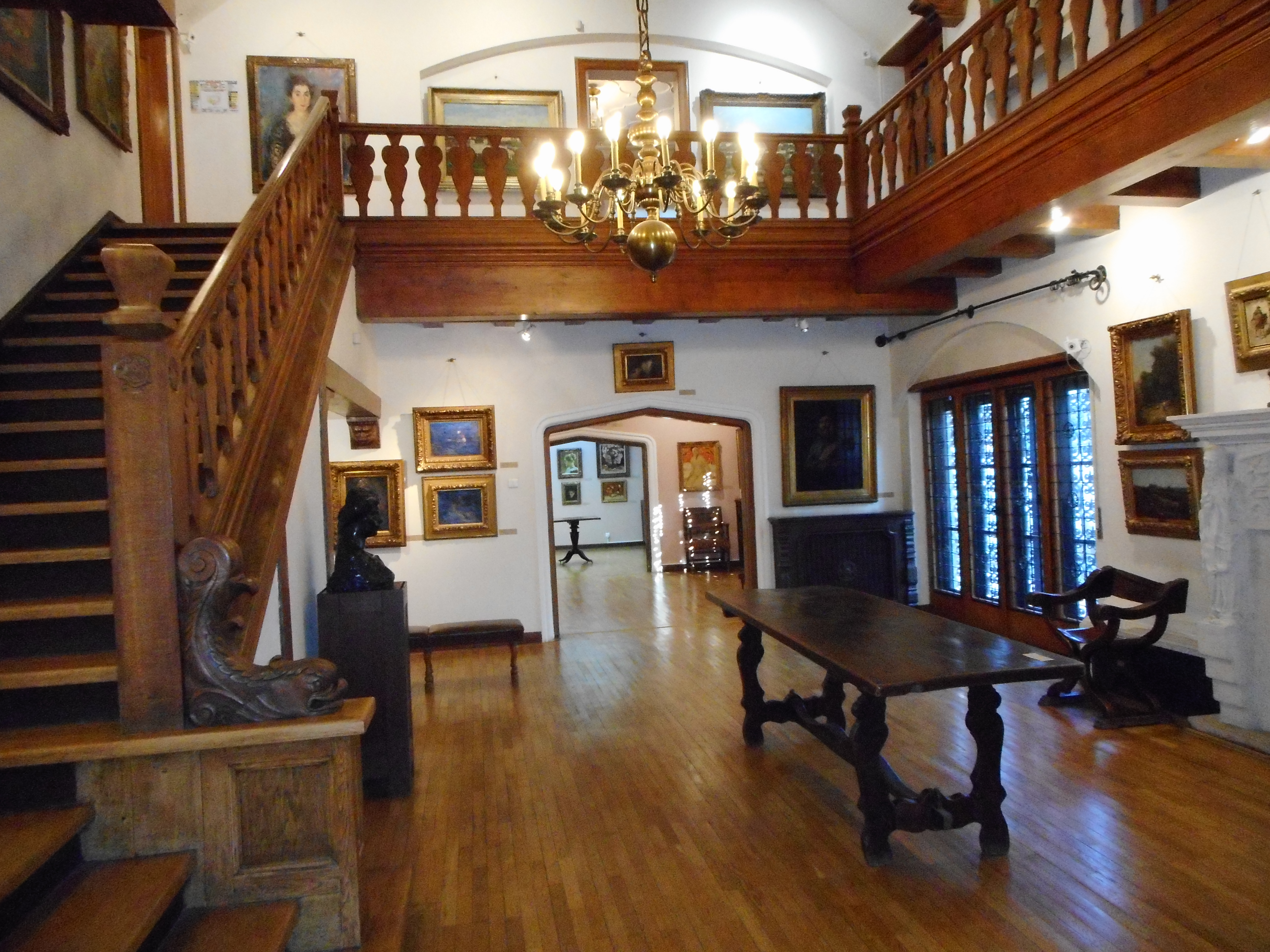
Interno del museo
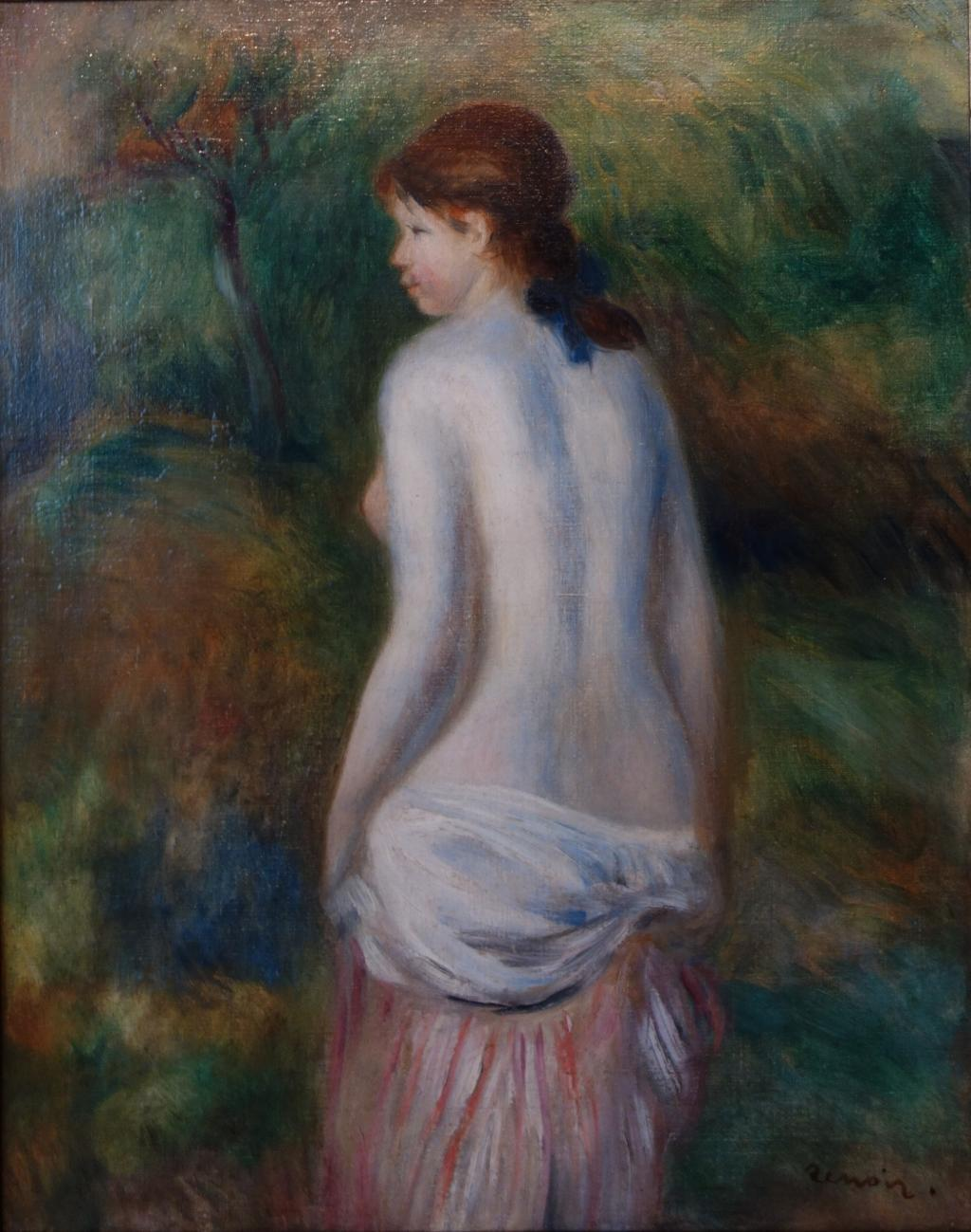
Nu dans un paysage, di Auguste Renoir
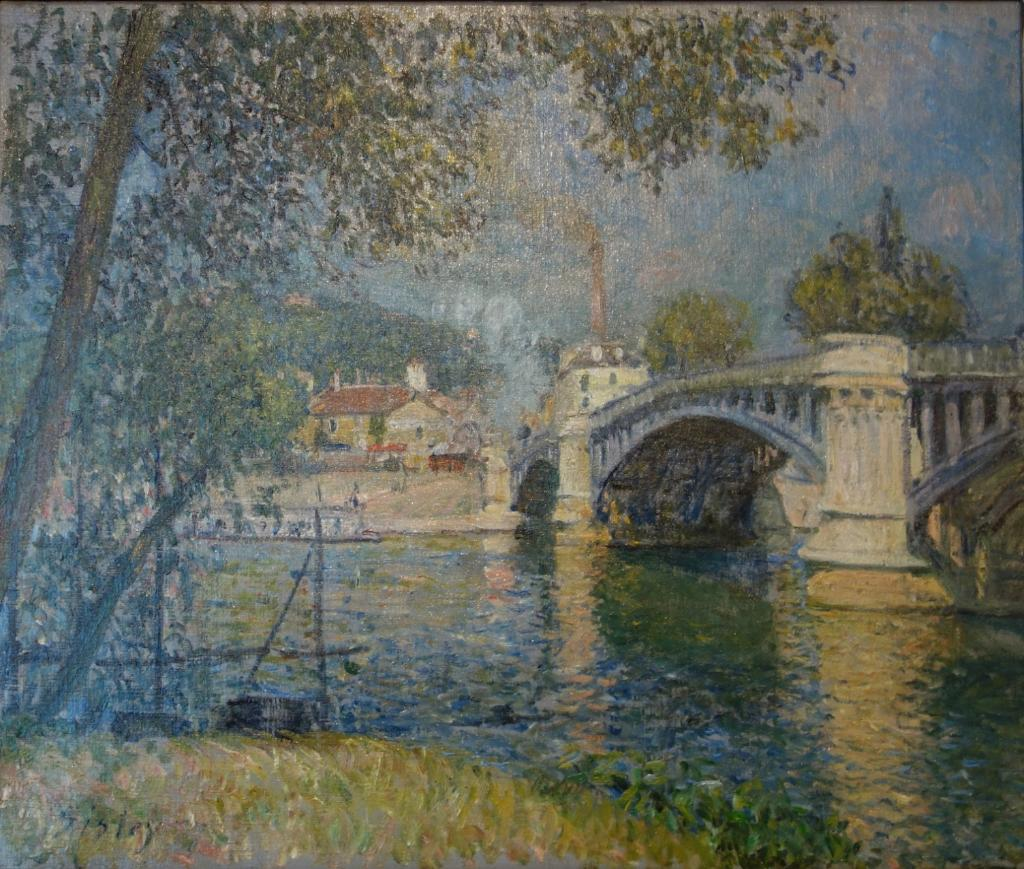
Pont sur la Seine, di Alfred Sisley
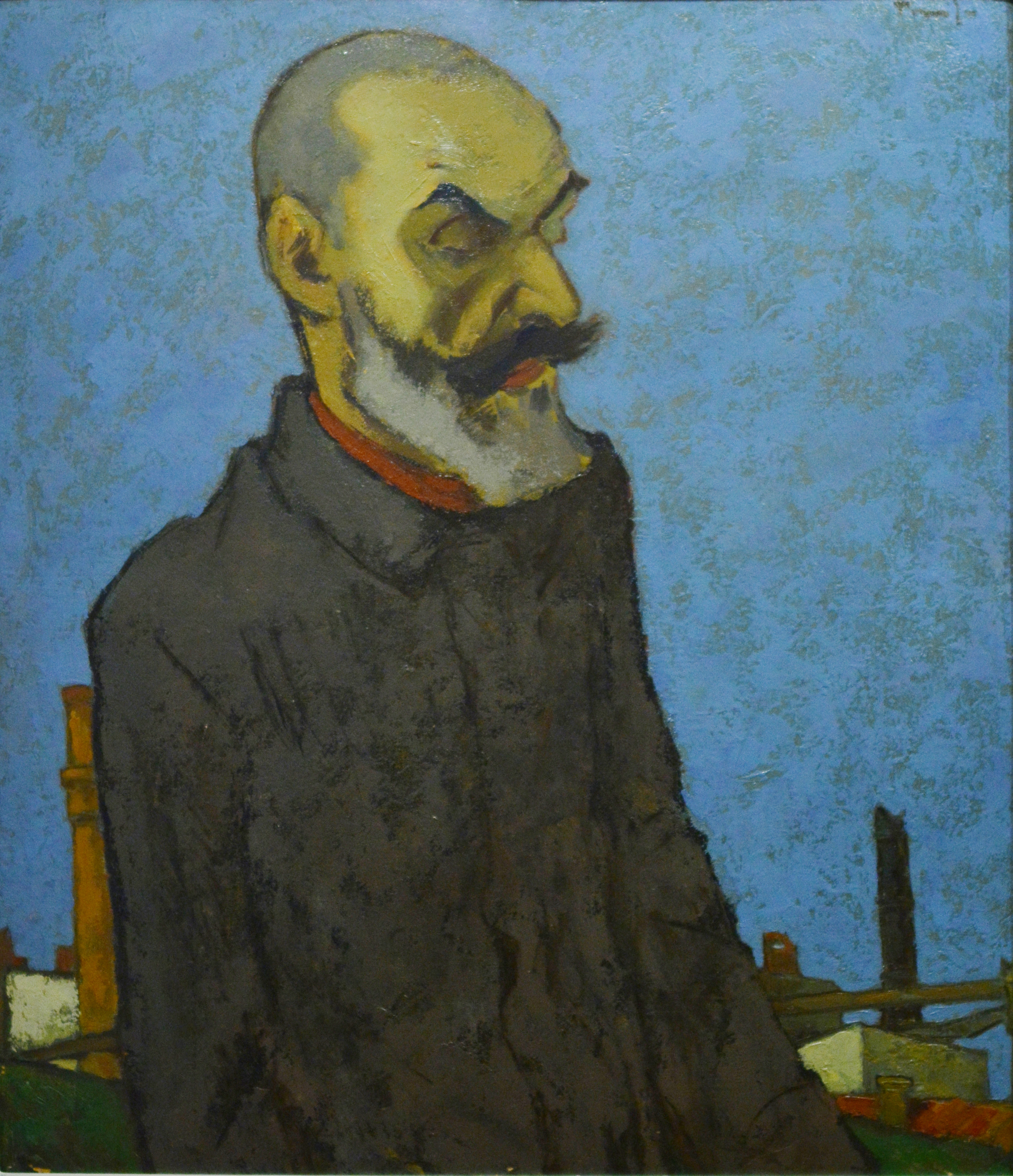
Ritratto di Gala Galacticon di Nicolae Tonitza
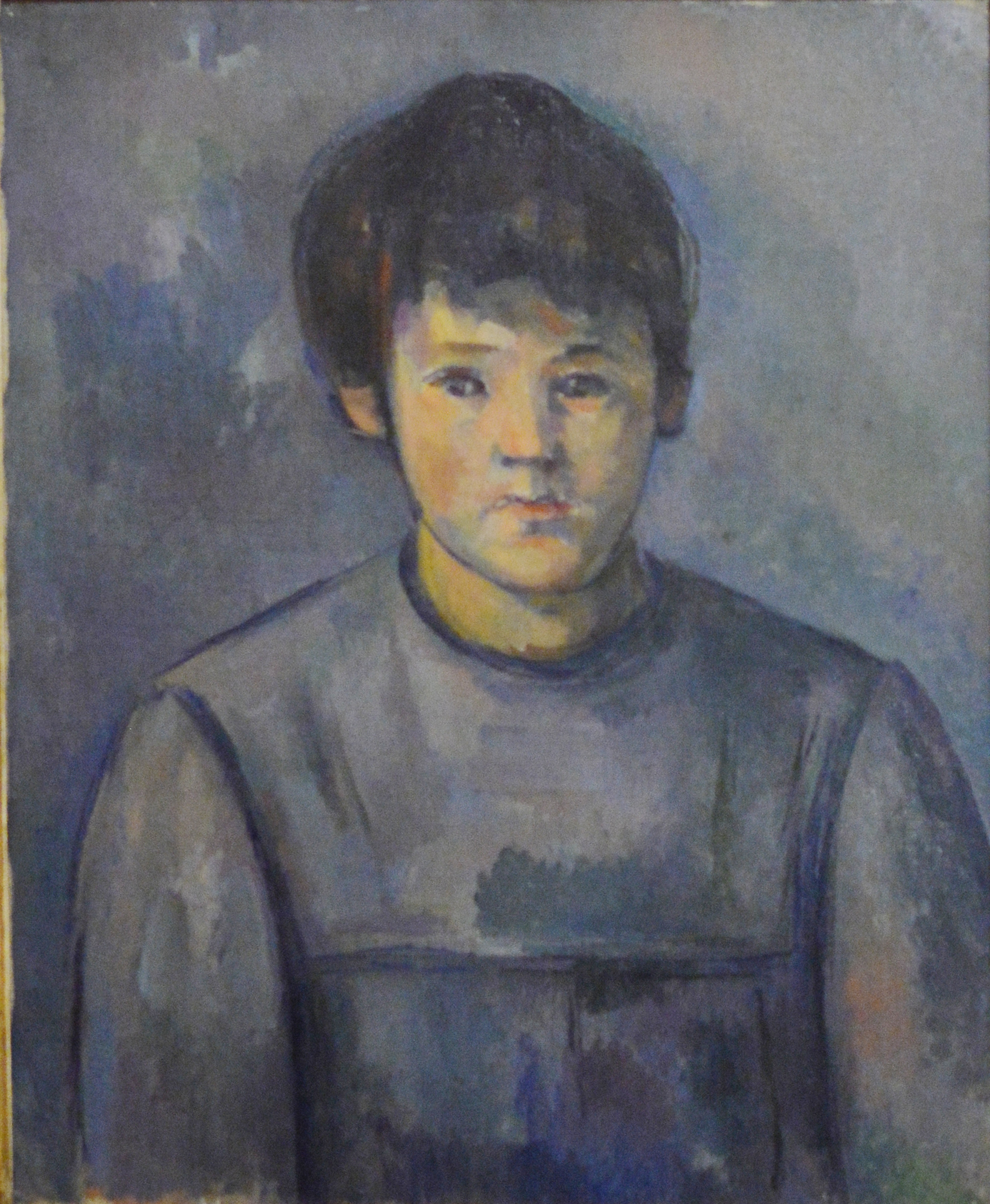
Questo ritratto di ragazza è il solo dipinto di Paul Cézanne in Romania.